# Sistemul metric
     Țări care au adoptat oficial sistemul metric
     Țări care nu au adoptat oficial sistemul metric (SUA, Myanmar, și Liberia)

Țări care au adoptat oficial sistemul metric
Țări care nu au adoptat oficial sistemul metric (SUA, Myanmar, și Liberia)

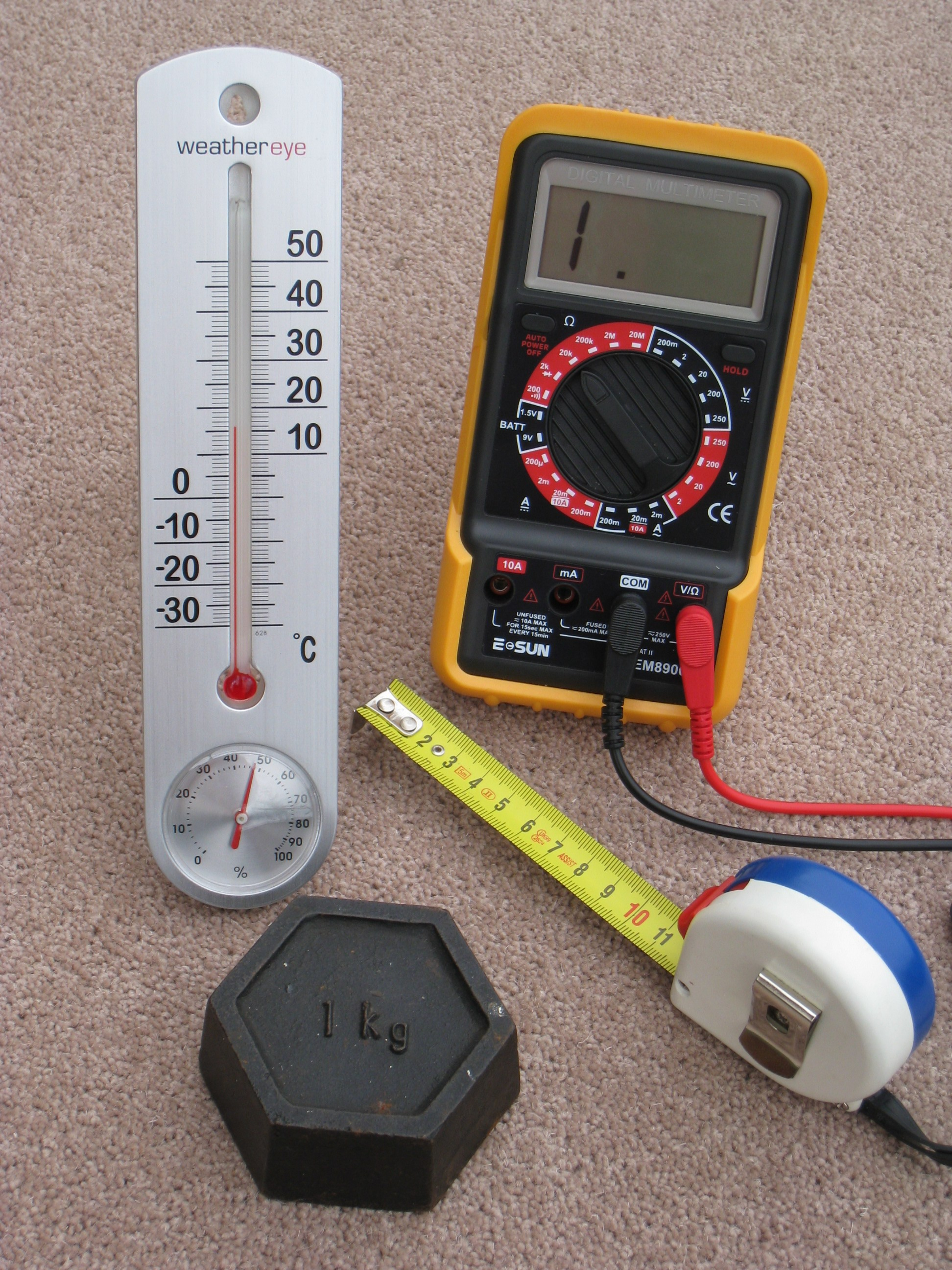
„Sistemul metric este pentru toți oamenii și pentru tot timpul.” (Condorcet, 1791). Patru dispozitive de măsurare de zi cu zi, cu calibrări metrice: o ruletă calibrată în centimetri, un termometru calibrat în grade Kelvin (și gradat în grade Celsius), o greutate cu masa de un kilogram, și un multimetru electric care măsoară în volți, amperi și ohmi.

Sistemul metric este un sistem zecimal de măsurare convenit la nivel internațional. El s-a bazat la început pe mètre des Archives⁠(d) și kilogramme des Archives introduse de Prima Republică Franceză în 1799, dar de-a lungul anilor definițiile metrului și kilogramului au fost rafinate, și sistemul metric a fost extins pentru a încorpora multe alte unități. Deși apăruseră unele variante de sistem metric la sfârșitul secolului al XIX-lea și la începutul secolului al XX-lea, termenul este acum adesea folosit ca sinonim pentru „SI” sau "Sistemul Internațional de Unități"— sistemul oficial de măsurare în aproape toate țările din lume.
Sistemul metric a fost aprobat oficial pentru utilizare în Statele Unite ale Americii încă din 1866, dar SUA rămân singura țară industrializată care nu a adoptat sistemul metric ca sistem oficial de măsurare. Cu toate acestea, în 1988, Congresul a adoptat Legea Omnibus pentru Comerț și Competitivitate, care desemnează „sistemul metric de măsurare ca fiind sistemul preferat de măsuri și greutăți pentru comerțul și industria din Statele Unite ale Americii”. Printre multe alte lucruri, legea cere agențiilor federale să folosească măsurători metrice în aproape toate activitățile lor, deși există încă excepții care permit utilizarea unităților tradiționale în documentele destinate consumatorilor. Mai multe surse citează, de asemenea, Liberia și Myanmar ca fiind singurele alte țări care nu au trecut la sistemul metric. Deși Regatul Unit foloseste sistemul metric în majoritatea activităților administrative și comerciale, unitățile imperiale⁠(d) sunt utilizate pe scară largă de către public și sunt autorizate sau chiar obligatorii pentru anumite scopuri, cum ar fi semnele de circulație.
Deși inițiatorii intenționau să elaboreze un sistem care să fie la fel de accesibil tuturor, s-a dovedit necesar să se utilizeze ca standarde prototipuri de unități aflate în custodia autorităților naționale sau locale. Controlul prototipurilor unităților de măsură a fost exercitat de guvernul francez până în 1875, când a fost transferat unei organizații interguvernamentale, Conferința Generală de Măsuri și Greutăți⁠(d) (CGPM).
De la începuturile sale, principalele caracteristici ale sistemului metric au fost de setul standard de unități de bază⁠(d) interdependente și un set standard de prefixe în puteri ale lui zece. Aceste unități de bază sunt utilizate pentru a obține unități mai mari și mai mici care ar putea înlocui multe alte unități de măsură existente. Deși sistemul a fost dezvoltat în primul rând pentru uz comercial, dezvoltarea coerentă a unităților de măsură l-a făcut deosebit de potrivit pentru știință și inginerie.
Utilizarea necoordonată a sistemului metric în diferite discipline științifice și inginerești, în special în secolul al XIX-lea, a dus la alegeri diferite ale unității de bază, chiar dacă toate s-au bazat pe aceleași definiții ale metrului și kilogramului. În secolului al XX-lea, s-au făcut eforturi pentru a raționaliza aceste unități, iar în 1960, CGPM a publicat Sistemul Internațional de Unități, care de atunci este sistemul metric standard recunoscut la nivel internațional.

## Caracteristici
Deși sistemul metric s-a schimbat și dezvoltat încă de la începuturile sale, conceptele sale de bază s-au schimbat. Conceput pentru utilizare transnațională, acesta constă dintr-un set de unități de măsură de bază, cunoscute acum ca unități de bază⁠(d). Unitățile derivate au fost construite din unități de bază folosind logica în locul relațiilor empirice, în timp ce multiplii și submultiplii unităților de bază și derivate sunt în bază zecimală, identificate printr-un set standard de prefixe.

### Universalitatea

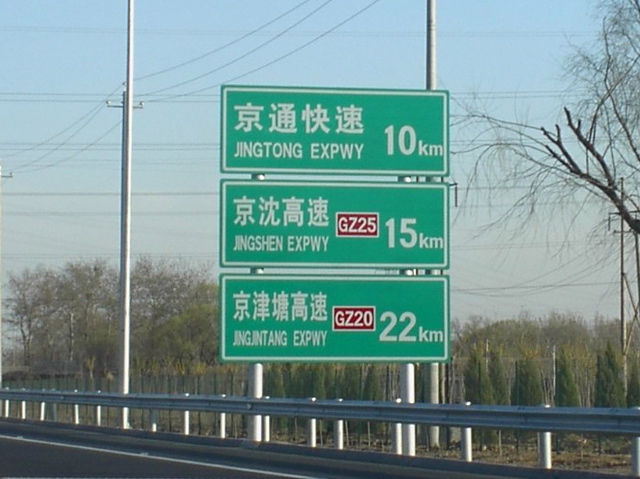
Indicator rutier chinezesc care listează distanțele pe un. Deși textul primar este în chineză, distanțele utilizează caractere recunoscute la nivel internațional.

La izbucnirea Revoluției Franceze în 1789, diferitele țări și chiar unele orașe aveau fiecare propriul lor sistem de măsurare. Deși diferite țări foloseau unități de măsură cu același nume, cum ar fi piciorul, sau echivalentul lor în limba locală, cum ar fi foot, pied, Fuß și voet, nu exista nicio coerență în ce privește mărimea acestor unități, și nici în relațiile lor cu multiplii și submultiplii, ca și diferențe actuale între pinta sau galonul britanic și american.
Sistemul metric a fost conceput pentru a fi universal—după cum spunea filosoful francez marchizul de Condorcet, el urma să fie „pentru toți oamenii și pentru toate timpurile”.:1 El a fost conceput pentru oamenii obișnuiți, pentru inginerii care lucrau în domeniul măsurătorilor omenești și pentru astronomii și fizicienii care lucrau atât cu numere mici cât și cu numere mari, de unde și gama foarte mare de prefixe care au fost definite în SI.
Atunci când guvernul francez a cercetat pentru prima oară ideea de restructurare a sistemului de măsurare, conceptul de universalitate a fost pus în practică în 1789: la sfatul lui Condorcet, Maurice de Talleyrand i-a invitat pe parlamentarul britanic John Riggs Miller⁠(d), și pe Thomas Jefferson, secretarul american de stat în administrația lui George Washington, să colaboreze cu francezii la producerea unui standard internațional prin promovarea legislației în legislativele din țările lor. Cu toate acestea, aceste propuneri nu au reușit și custodia sistemului metric a rămas în mâinile guvernului francez până în 1875.:250–253
În limbile în care se face distincția, numele de unități de măsură sunt substantive comune (adică nu substantive proprii), indiferent dacă derivă sau nu dintr-un nume propriu. Ei folosesc setul de caractere și urmează regulile gramaticale ale limbii în cauză, de exemplu „kilomètre”, „kilómetro”, dar fiecare unitate are un simbol standard, independent de limbă, de exemplu „km” pentru kilometru, „V” pentru volt etc.

### Multiplii zecimali
În sistemul metric, multiplii și submultiplii de unități urmează un model zecimal, concept identificat ca posibilitate încă din 1586 de către Simon Stevin, matematician flamand care a introdus fracțiile zecimale în Europa. Aceasta se face cu prețul pierderii simplității asociate cu multe sisteme tradiționale de unități, când împărțirea la 3 nu are ca rezultat fracții dificile; de exemplu, o treime dintr-un picior este patru țoli, o simplitate care a fost discutată în anul 1790, dar respinsă de către inițiatorii sistemului metric. În anul 1854, în introducerea actelor conferinței Asociației Zecimale [Britanice], matematicianul Augustus de Morgan sintetiza avantajele unui sistem zecimal față de unul nezecimal: „În regulile simple ale aritmeticii, practicăm un sistem pur zecimal, nicăieri întrerupt de pătrunderea vreunui alt sistem: de la coloană la coloană, nu transportăm nimic în afară de zeci”.
Un set comun de prefixe în bază zecimală, care au efectul înmulțirii sau împărțirii cu o putere întreagă a lui zece, se poate aplica la unitățile care sunt prea mari sau prea mici pentru utilizarea practică. Conceptul utilizării numelor clasice consecvente (latinești sau grecești) pentru prefixe a fost propus pentru prima dată într-un raport al Comisiei [Revoluționare Franceze] pentru Greutăți și Măsuri în mai 1793.:89–96 Prefixul kilo, de exemplu, este folosit pentru a multiplica unitatea cu 1000, iar prefixul milli este de a indica o miime de unitate. Astfel kilogramul și kilometrul sunt o mie de grame și, respectiv, de metri, iar un miligram și un milimetru⁠(d) sunt o miime de gram și, respectiv, de metru. Aceste relații pot fi scrise în mod simbolic ca:
1 mg = 0.001 g
1 km = 1000 m
La început, multiplicatorii care erau puteri pozitive de zece au primit prefixe derivate din greacă, cum ar fi kilo- și mega-, iar cei care erau puteri negative ale lui zece au primit prefixe derivate din latină, cum ar fi centi- și mili-. Cu toate acestea, extensiile din 1935 ale sistemului de prefixe nu a urmat această convenție: prefixele nano- și micro-, de exemplu, au rădăcini grecești. În secolul al XIX-lea, prefixul myria-⁠(d), derivat din cuvântul grecesc μύριοι (mýrioi), a fost folosit ca multiplicator pentru 10.000.
Atunci când se aplică prefixe unor unități derivate de suprafață și de volum, care sunt exprimate în termeni de unități de lungime la pătrat sau la cub, operatorii de ridicare la pătrat și la cub se aplică unității de lungime, cu tot cu prefix, așa cum este ilustrat mai jos.
| 1 mm2 (milimetru pătrat) | = (1 mm)2 | = (0.001 m)2 | = 0,000001 m²      |
| 1 km2 (kilometru pătrat) | = (1 km)2 | = (1000 m)2  | = 1.000.000 m²     |
| 1 mm3 (milimetru cub)    | = (1 mm)3 | = (0.001 m)3 | = 0,000000001 m³   |
| 1 km3 (kilometru cub)    | = (1 km)3 | = (1000 m)3  | = 1.000.000.000 m³ |
La secundă, nu se folosesc prefixe pentru a indica multipli; se folosesc în schimb unitățile non-SI minut, oră și zi. Pe de altă parte, se folosesc prefixe pentru multipli ale unității non-SI de volum denumită litru (l, L), cum ar fi mililitri (ml).
Unitățile de bază utilizate în sistemul de măsurare trebuie să fie realizabile⁠(d), în mod ideal, cu referire la fenomene naturale și nu cu artifacte⁠(d) unice. Fiecare dintre unitățile de bază în SI este însoțită de o mise en pratique [punere în practică] publicată de BIPM, care descrie în detaliu cel puțin un fel în care unitatea de bază poate fi măsurată. Acolo unde este posibil, definiții unităților de bază au fost dezvoltate astfel încât orice laborator echipat cu instrumente adecvate să fie capabil să realizeze un etalon, fără a se baza pe un artifact deținut de o altă țară. În practică, o astfel de realizare se face sub auspiciile unui aranjament de acceptare reciprocă⁠(d) (MAA).

#### Metrul și kilogramul
În versiunea inițială a sistemului metric, unitățile de bază se puteau calcula dintr-o anumită lungime (metru) și greutate [masă] a unui volum specificat (1⁄1000 de metru cub) de apă pură. Inițial, de facto, Guvernul Francez al vremii, Assemblée nationale constituante, a luat în calcul definirea metrului, ca lungimea unui pendul cu o perioadă de o secundă la 45° latitudine nordică și la o altitudine egală cu nivelul mării. Altitudinea și latitudinea au fost specificate pentru a satisface variații ale gravitației; latitudinea specificată a fost un compromis între latitudinea Londrei (51° 30'N), Parisului (48° 50'N) și valoarea mediană a paralelei Statelor Unite (38°N) pentru a minimiza variațiile.:94 Cu toate acestea, matematicianul Borda a convins Adunarea că un studiu cu capetele la nivelul mării pe baza unui meridian care acoperă cel puțin 10% din cadranul pământului ar fi mai potrivit pentru o astfel de bază.:96

Un litru este echivalent cu volumul unui cub cu muchiile de 10 cm, iar kilogramul a fost inițial conceput pentru a fi un litru de apă la punctul de topire a gheții.

Tehnologia disponibilă în anii 1790 făcea nepractică utilizarea acestor definiții ca bază pentru kilogram și metru, astfel că s-au produs prototipuri care reprezentau aceste cantități în măsura în care se putea. La 22 iunie 1799, aceste prototipuri au fost adoptate ca piese definitive de referință, depuse la Arhivele naționale⁠(d) și au devenit cunoscut ca istoria metrului⁠(d) și Kilogram. Au fost fabricate și distribuite copii în întreaga Franță.:266–269 Aceste artifacte au fost înlocuite în anul 1889 cu noi prototipuri fabricate sub supraveghere internațională. Pe cât posibil, noile prototipuri erau copii exacte ale prototipului originar, dar foloseau tehnologii mai noi pentru a asigura o mai bună stabilitate. Câte un prototip al kilogramului și al metrului au fost alese prin tragere la sorți ca piese definitive de referință internațională, restul fiind distribuite țărilor semnatare ale Convenției Metrului⁠(d).
În 1889 nu exista nicio teorie general acceptată cu privire la natura luminii, dar până în 1960, la lungimea de undă a anumitor spectre de lumină putea oferi o valoare mult mai exacte și reproductibilă decât un prototip al metrului. În acel an, prototipul metrului a fost înlocuit de o definiție formală care definește metrul în raport cu lungimea de undă a unor spectre de lumină specificate. Până în 1983, s-a acceptat faptul că viteza luminii în vid este constantă și că această constantă oferă o procedură mai reproductibilă pentru măsurarea lungimii. Prin urmare, metrul a fost redefinit în termeni de viteza luminii. Aceste definiții dau o reproductibilitate mult mai bună și, de asemenea, permit ca oricine, oriunde, cu un echipament de laborator corespunzător, să facă un standard al metrului.

#### Alte unități de bază
Niciuna din celelalte unități de bază nu se bazează pe un prototip – toate sunt bazate pe fenomene direct observabile și au fost în uz mulți ani înainte de a deveni oficial parte a sistemului metric.
Secunda a devenit pentru prima oară unitate de bază de facto în sistemul metric atunci când, în 1832, Carl Friedrich Gauss a folosit-o pe ea, împreună cu centimetrul și gramul, pentru a obține unități asociate cu valorile măsurătorilor absolute ale câmpului magnetic al Pământului⁠(d). Dacă se bazează pe rotația Pământului, secunda nu este o constantă, întrucât viteza de rotație a Pământului încetinește—în 2008 ziua solară era cu 0,002 s mai lungă decât în anul 1820. Acest lucru se știe de mai mulți ani; în consecință, în anul 1952 Uniunea Astronomică Internațională (UAI) a definit secunda în raport cu viteza de rotație a Pământului din anul 1900. Măsurătorile de timp s-au realizat folosind extrapolarea din date de astronomie. Odată cu lansarea SI în 1960, a 11-a CGPM a adoptat definiția UAI. În anii care au urmat, ceasurile atomice au devenit mult mai precise și mai fiabile; și în 1968 a 13-a CGPM a redefinit seunda în termeni de o anumită frecvență din spectrul de emisie al atomului de cesiu 133, o componentă a ceasurilor atomice. Aceasta a oferit mijloacele de a măsura timpul asociat cu fenomenele astronomice, în loc să se folosească fenomenele astronomice ca bază de la care se efectuează toate măsurătorile de timp.
Unitatea absolută în CGS pentru curentul electric, abamperul, fusese definită în termeni de forță între două conductoare paralele în 1881. În 1940, Comisia Electrotehnică Internațională a adoptat o variantă MKS⁠(d) a acestei definiții pentru amper, care a fost adoptată în 1948 și de General Conference on Weights and Measure⁠(d).
Temperatura s-a bazat mereu pe fenomene observabile—în anul 1744, gradul centigrad se baza pe punctele de îngheț și de fierbere a apei. În 1948, CGPM a adoptat scara centigradă, redenumită în „Celsius” și a definit-o în termenii punctului triplu al apei.
Atunci când molul și candela au fost acceptate de CGPM în 1971 și, respectiv, 1975, ambele au fost definite de către terțe părți în raport cu fenomene și nu cu artifacte.

### Coerența

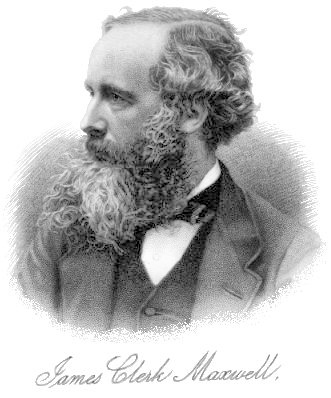
James Clerk Maxwell a jucat un rol major în dezvoltarea conceptului unei politici coerente în sistemul CGS și în extinderea sistemul metric pentru a include unități electrice.

Fiecare variantă de sistem metric are un grad de coerență—diverse unități derivate sunt direct legate de unitățile de bază fără a fi nevoie de factori de conversie intermediari. De exemplu, într-un sistem coerent, unitățile pentru forță, energie și putere sunt alese astfel încât ecuațiile
| forță   | = masă    | × accelerație |
| energie | = forță   | × distanță    |
| putere  | = energie | ÷ timp        |
sunt valabile fără introducerea de factori de conversie între unități. Odată ce a fost definit un set coerent de unități, sunt valabile și alte relații din fizică care utilizează aceste unități. Prin urmare, ecuația masă-energie a lui Einstein, E = mc2, nu are nevoie de constante externe atunci când se exprimă în unități coerente.
Sistemul CGS avea două unități de energie, ergul, care era legat de mecanică, și caloria, care era legată de energia termică; deci, numai una dintre ele (ergul) putea avea o relație coerentă cu unitățile de bază. Coerența a fost un obiectiv de design al SI, ceea ce a dus la definirea unei unice unități de energie – joule-ul.
În SI, care este un sistem coerent, unitatea de putere este „wattul”, care este definit ca „un joule pe secundă”. În sistemul cutumiar american⁠(d) de măsurare, care nu este coerent, unitatea de putere este „calul-putere”, definit ca „550 de livre-picior pe secundă” (livra în acest context fiind livra-forță⁠(d)). Similar, nici galonul american și nici galon imperial nu reprezintă un picior cub sau un yard cub— galonul american are 231 de țoli cubi, iar galonul imperial are 277,42 țoli cubi.
Conceptul de coerență a fost introdus în sistemul metric abia în cel de-al treilea sfert al secolului al XIX-lea; în forma sa originală, sistemul metric nu era coerent—în special, litrul era 0,001 m3 și arul (din care derivă hectarul) avea 100 m2. Cu toate acestea, unitățile de masă și lungime erau legate între ele prin proprietățile fizice ale apei, gramul fiind concepute ca fiind masa unui centimetru cub de apă la punctul de îngheț.

## Istoria

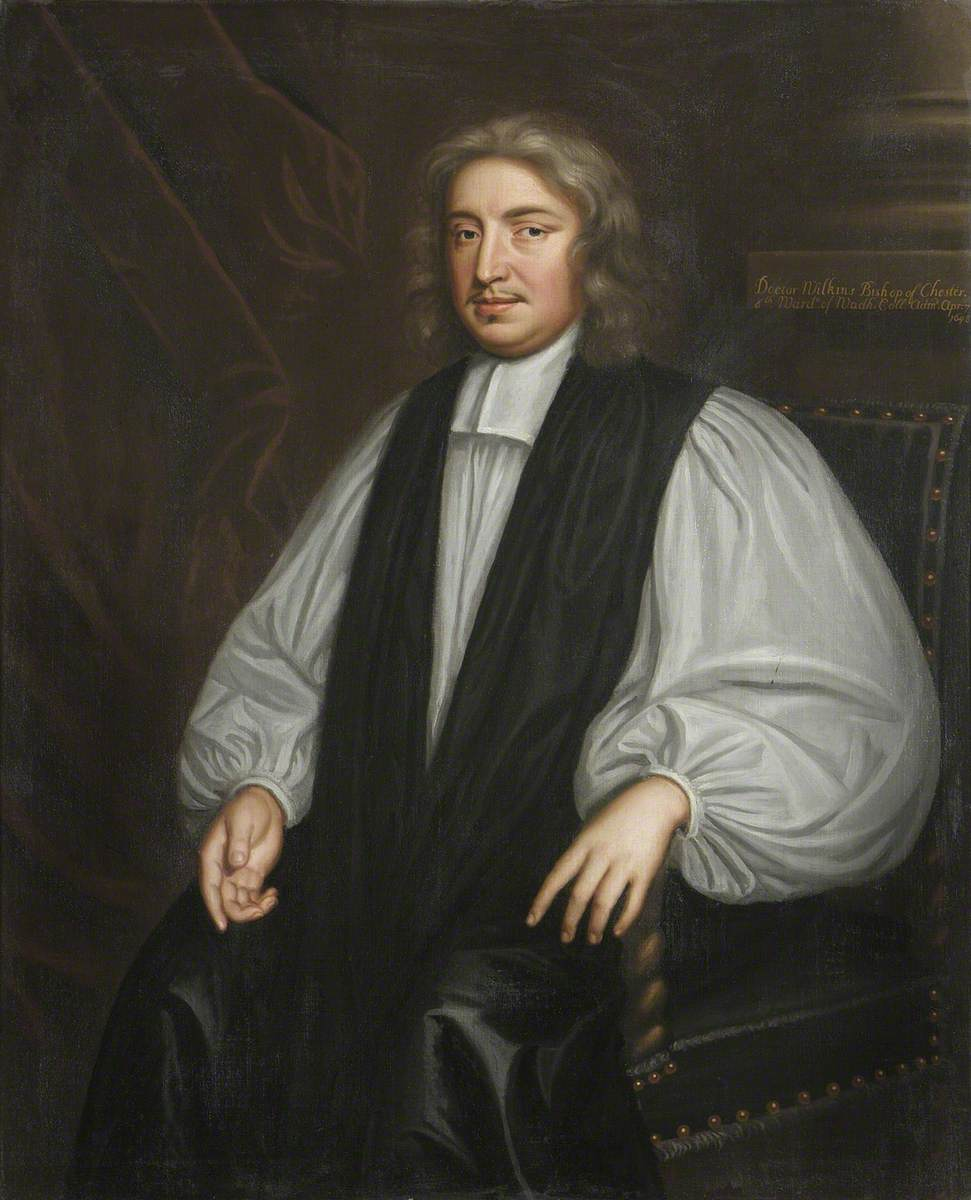
John Wilkins, care, în 1668, a publicat un eseu ce propunea un sistem zecimal de măsurare

În 1586, matematicianul flamand Simon Stevin a publicat un mic pamflet intitulat De Thiende („zecimea”). Fracțiile zecimale fuseseră utilizate pentru extragerea de rădăcini pătrate cu circa cinci secole înainte de vremea sa, dar nimeni nu folosise numerele zecimale în viața de zi cu zi. Stevin a declarat că utilizarea zecimalelor este atât de importantă încât introducerea de greutăți, măsuri și monede zecimale universale sunt doar o chestiune de timp.
Una dintre primele propuneri de sistem zecimal în care lungimea, aria, volumul și masa să fie legate între ele a fost făcută de John Wilkins, prim-secretar al Societății Regale din Londra, în eseul său din 1668 „An Essay towards a Real Character and a Philosophical Language⁠(d)”. Propunerea sa utiliza un pendul cu bătaia la o secundă ca bază a unității de lungime. Doi ani mai târziu, în 1670, Gabriel Mouton, un stareț și om de știință francez, a propus un sistem zecimal de lungime bazat pe circumferința Pământului. Sugestia lui era ca o unitate, milliarul, să fie definită ca un minut de arc de-a lungul unui meridian. Apoi, el sugera și un sistem de sub-unități, rezultate prin împărțiri succesive la zece în centuria, decuria, virga, virgula, decima, centesima și millesima. Ideile sale au atras atenția la momentul respectiv, și au fost susținute de Jean Picard și Christiaan Huygens în 1673, și studiate și la Royal Society din Londra. În același an, Gottfried Leibniz a făcut independent propuneri similare cu cele ale lui Mouton.
În Europa pre-revoluționară, fiecare stat avea propriul său sistem de unități de măsură. Unele țări, precum Spania și Rusia, au înțeles avantajele armonizării unităților lor de măsură cu cele ale țărilor partenere comerciale. Cu toate acestea, cercurile de interese profitau de variațiile de unități de măsură s-au opus. Acest lucru a fost deosebit de răspândit în Franța, unde inconsecvența enormă în mărime de unități de măsură a fost una din cauzele care, în 1789, a dus la izbucnirea Revoluției Franceze.:2 în primii ani de la revoluție, unii savanți, între care Marchizul de Condorcet, Pierre-Simon Laplace, Adrien-Marie Legendre, Antoine Lavoisier și Jean-Charles de Borda au instituit o Comisie de Măsuri și Greutăți. Comisia a fost de părere că țara ar trebui să adopte un sistem complet nou de măsură bazat pe principiile logicii și pe fenomenele naturale. Logica dictează că un astfel de sistem ar trebui să se bazeze pe bazele de numerație folosite în numărare. Raportul lor din martie 1791 prezentat în fața Assemblée nationale constituante lua în considerare, dar respingea opinia lui Laplace că ar trebui ca un sistem de numărare duodecimal să înlocuiască actualul sistem zecimal; viziunea că un astfel de sistem era sortit eșecului a prevalat. Recomandarea finală a comisiei a fost ca adunarea să promoveze un sistem de măsurare în bază zecimală. Liderii Adunării au acceptat punctul de vedere al comisiei.:99–100
La început, Franța a încercat să coopereze cu alte state pentru adoptarea unui set comun de unități de măsură.:99–100 Printre susținătorii unui astfel de sistem internațional de unități se număra Thomas Jefferson, care, în 1790, a prezentat un document de Plan pentru Stabilirea Uniformității Monedelor, Greutăților, și Măsurilor în Statele Unite, în fața Congresului, document în care pledaa pentru un sistem zecimal care să folosească denumirile unităților tradiționale (cum ar fi zece țoli la un picior). Raportul a fost analizat, dar nu au fost adoptat de către Congres.:249–250

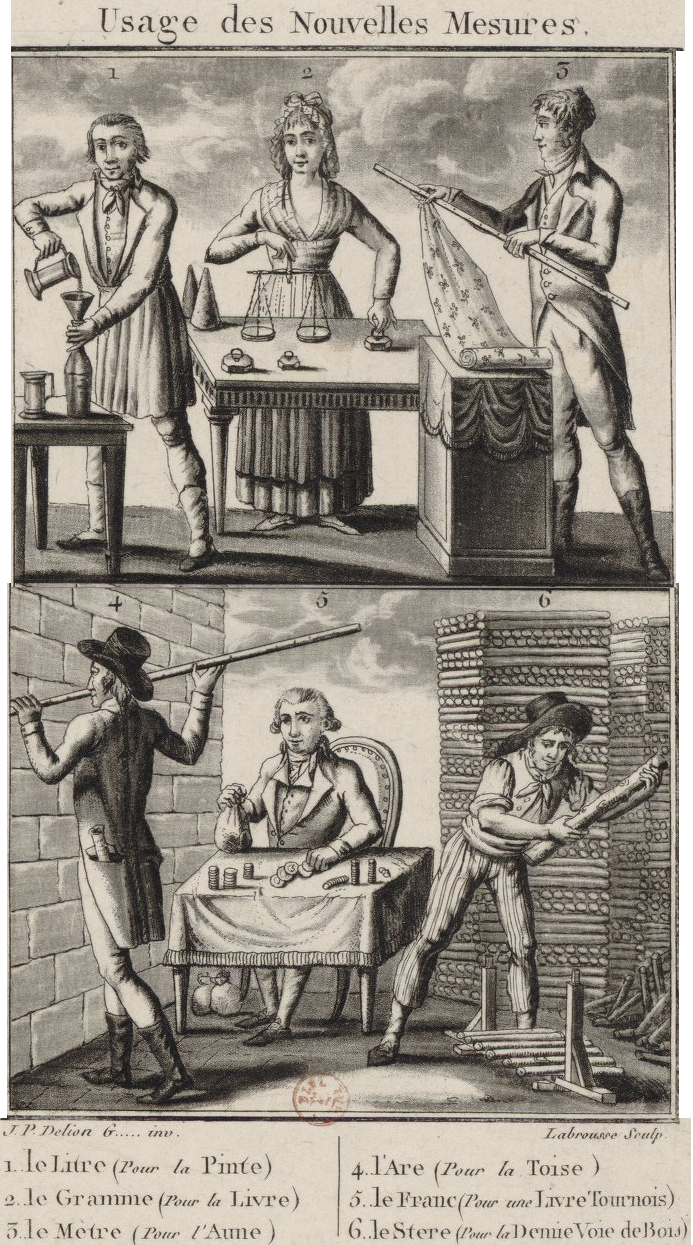
Gravură în lemn datată 1800 ilustrează noile unități zecimale care au devenit normă juridică în toată Franța la 4 noiembrie 1800

### Sistemul metric inițial
Legea franceză din 18 Germinal, Anul III (7 aprilie 1795) definea cinci unități de măsură:
- mètre pentru lungime
- are (100 m2) pentru suprafață [de pământ]
- stère (1 m3) pentru volumul de lemne de foc stivuite[41]
- litre (1 dm3) pentru volumele de lichid
- gramme pentru masă.

Acest sistem a continuat tradiția de a avea unități de bază separate pentru dimensiuni geometrice, de exemplu, mètre pentru lungimi, are (100 m2) pentru suprafață, stère (1 m3) pentru volumul uscat, și litru (1 dm3) pentru volumul lichid. Hectare, egal cu o sută de ares, aria unui pătrat cu latura de 100 de metri (circa 2.47 acri), este încă în uz. Sistemul metric timpuriu cuprindea doar câteva prefixe de la mili (o miime) la myria (zece mii).
Inițial, kilogramme, definit ca fiind un pinte (mai târziu redenumit litre) de apă la punctul de topire a gheții, a fost numit grave; gramme fiind o denumire alternativă pentru o miime de grave. Cu toate acestea, cuvântul grave, fiind un sinonim pentru titlul de „conte”, avea conotații aristocratice și a fost redenumit în kilogram. Denumirea de mètre a fost sugerată de către Auguste-Savinien Leblond în mai 1790.:92
Franța a adoptat oficial sistemul metric la 10 decembrie 1799. Deși s-a decretat că utilizarea sa este obligatorie în Paris în acel an și în provincii în anul următor, decretul nu a fost respectat pe scară universală în Franța.

### Adopția internațională
Teritoriile anexate de Franța în timpul epocii napoleoniene au fost primele care au moștenit sistemul metric. În 1812, Napoleon a introdus un sistem cunoscut sub numele de Mesures usuelles⁠(d), care folosea numele unităților de măsură pre-metrice, dar le redefinea în termeni de unități metrice – de exemplu, livre metrique (livra metrică) avea 500 g și toise metrique (stânjenul metric) avea 2 metri. După Congresul de la Viena din 1815, Franța a pierdut teritoriile pe care le anexase; unele, cum ar fi Statele Papale, au revenit la unitățile de măsură pre-revoluționară, dar altele, cum ar fi Badenul - au adoptat o versiune modificată a mesures usuelles, în timp ce Franța și-a păstrat sistemul de măsurare intact.
În 1817, Țările de Jos au reintrodus sistemul metric, dar folosind denumirile pre-revoluționare⁠(d)—de exemplu, 1 cm se numea duim (deget), ons (uncie) a devenit 100 g și așa mai departe. Anumite state germane au adoptat sisteme similare și în 1852, Zollvereinul (uniunea vamală) german a adoptat zollpfund (libra vamală) de 500 g pentru comerțul între state. În 1872, nou formatul Imperiu German a adoptat sistemul metric ca sistem oficial de măsuri și greutăți și la fel și Regatul Italiei nou unificat, urmând exemplul dat de Piemont, a adoptat sistemul metric în 1861.
Exposition Universelle (1867) (Expoziția de la Paris) a dedicat un stand sistemului metric și până în 1875 două treimi din populația Europei și aproape de jumătate din populația lumii adoptase sistemul metric. Prin 1872, singurele mari puteri europene care nu adoptaseră sistemul metric rămăseseră Rusia și Regatul Unit.
Până la 1920, țări ce cuprindeau 22% din populația lumii, în special de limbă engleză, foloseau încă sistemul imperial sau cel cutumiar american, înrudit cu acesta; 25% utilizau în principal sistemul metric, iar restul de 53% nu foloseau niciunul din acestea.
În 1927, mai multe milioane de oameni din Statele Unite au trimis peste 100.000 de petiții, cu susținerea Metric Association și a Federației Generale a Cluburilor de Femei, cerând Congresului să adopte sistemul metric. Petiția a fost respinsă de industria prelucrătoare, invocând costurile de conversie.

### Standardele internaționale
În 1861, un comitet al Asociatiei Britanice pentru Progresul Științei (BAAS) , din care făceau parte William Thomson (mai târziu Lord Kelvin), James Clerk Maxwell și James Prescott Joule a introdus conceptul unui sistem coerent de unități bazate pe metru, gram și secundă care, în 1873, a fost extins pentru a include unități electrice.

Sigiliul Biroului Internațional de Măsuri și Greutăți (BIPM)

La 20 mai 1875, un tratat internațional cunoscut sub numele de Convention du Mètre (Convenția Metrului) a fost semnat de către 17 state. Acest tratat stabilea următoarele organizații care să desfășoare activități internaționale referitoare la un sistem uniform de măsurători:
- Conferința generală de Măsuri și Greutăți (CGPM),[a] o conferință interguvernamentală de delegații oficiale ale statelor membre și autoritatea supremă pentru toate acțiunile;
- Comitetul internațional pentru Măsuri și Greutăți (CIPM),[a] constând din oameni de știință și metrologi, care pregătește și execută deciziile CGPM și este responsabil pentru supravegherea Biroului Internațional de Măsuri și Greutăți (BIPM);
- Biroul internațional de Măsuri și Greutăți (BIPM),[a] laborator și centru mondial permanent al metrologiei științifice, între ale cărui activități se numără stabilirea standardelor de bază și scalelor principalelor mărimi fizice, precum și întreținerea prototipurilor internaționale.

În 1881, primul Congres Internațional Electric a adoptat recomandările BAAS recomandări cu privire la unitățile electrice, urmat de o serie de congrese în care în au fost definite alte unități de măsură, și a fost înființată Comisia Electrotehnică Internațională (IEC) cu sarcini specifice de supraveghere pentru unitățile de măsură electrice. Aceasta a fost urmată de Congresul Internațional de Radiologie (ISR), care, la reuniunea de inaugurare, în 1926, a inițiat definiția unităților de măsură cu aplicabilitate în radiologie.
În 1921, Convenția Metrului a fost extinsă pentru a acoperi toate unitățile de măsură, nu doar cele de lungime și masă și în 1933 a 8-a CGPM a hotărât să colaboreze cu alte organisme internaționale pentru a conveni asupra unor standarde pentru unitățile electrice, care să poată fi puse în legătură strictă cu prototipurile internaționale. Din 1954, comisia CIPM care supraveghează definirea unităților de măsură, Comisia Consultativă pentru Unități, are reprezentanți ai mai multor organizații internaționale, inclusiv ISR, IEC și ISO sub președinția CIPM.

## Variante
Au apărut mai multe variante de sistem metric, toate folosind Mètre des Archives și Kilogramme des Archives (sau succesoarele lor) ca unități de bază, dar cu definiții diferite ale unităților derivate.

### Sistemele centimetru-gram-secundă
Sistemul de unitați centimetru-gram-secundă (CGS) a fost primul sistemul metric coerent, dezvoltate în anii 1860 și promovat de către Maxwell și Thomson. În 1874, acest sistem a fost promovat în mod oficial de către Asociația Britanică pentru Progresul Științei⁠(d) (BAAS). Caracteristicile sistemului sunt că densitatea se exprimă în g/cm3, forța se exprimă în dine și energia mecanică în ergi. Energia termică era definită în calorii, o calorie fiind energia necesară pentru a ridica temperatura unui gram de apă de la 15,5 °C la 16,5 °C. Ședința a propus și două seturi de unități pentru proprietăți electrice și magnetice – cel electrostatic și cel electromagnetic.

### Sistemele metru-kilogram-secundă
Unitățile electrice în sistem CGS erau greoaie. Acest lucru a fost remediat la Congresul Internațional Electric din 1893 de la Chicago, prin definirea amperului și ohmului „internaționale”, folosind definiții bazate pe metru, kilogram și secundă. În 1901, Giovanni Giorgi a demonstrat că prin adăugarea unei unități electrice, ca o a patra unitate de bază, s-ar rezolva diferite anomalii în sistemele electromagnetice. Exemple de asemenea sisteme sunt metru-kilogram-secundă-coulomb (MKSC) și metru-kilogram-secundă-amper (MKSA).
Sistemul Internațional de Unități (Système international d'unités sau SI) este actualmente sistemul metric standard internațional, cel mai utilizat pe scară largă în întreaga lume. Aceasta este o extensie a sistemului MKSA al lui Giorgi—unitățile sale de bază sunt metrul, kilogramul, secunda, amperul, kelvinul, candela și molul.

### Sistemele metru-tonă-secundă
Sistemul de unități metru-tonă-secundă⁠(d) (MTS) s-a bazat pe metru, tonă și secundă – unitatea de forță era stenul și unitatea de presiune, piezul⁠(d). Acesta a fost inventat în Franța pentru uz industrial și între 1933 și 1955 a fost folosit atât în Franța, cât și în Uniunea Sovietică.

### Sisteme gravitaționale
Sistemele metrice gravitaționale folosesc kilogramul-forță⁠(d) (kilopondul) ca unitate de bază pentru forță, masa fiind măsurată într-o unitate cunoscută sub numele de hyl, Technische Masă Einheit (TME), sau slug⁠(d). Deși CGPM a adoptat o rezoluție în 1901 în care definea valoarea standard a accelerației gravitaționale ca fiind 980,665 cm/s2, unitățile gravitaționale nu fac parte din Sistemul Internațional de Unități (SI).

### Sistemul Internațional de Unități
A 9-a CGPM s-a întrunit în 1948, la trei ani de la sfârșitul celui de al Doilea Război Mondial și la cincisprezece ani după a 8-a CGPM. Ca răspuns la solicitările formale făcute de Uniunea Internațională de Fizică Pură și Aplicată și de către guvernul francez pentru a stabili un sistem practic de unități de măsură, CGPM a solicitat CIPM să pregătească recomandări pentru un asemenea sistem, potrivit pentru adoptarea de către toate țările care aderă la Convenția Metrului. De asemenea, recomandarea a catalogat simbolurile pentru cele mai importante unități de măsură MKS⁠(d) și CGS și, pentru prima dată, CGPM a făcut recomandări cu privire la unități derivate. În același timp, CGPM a adoptat oficial o recomandare pentru scrierea și tipărirea simbolurilor de unități și numerelor.
Proiectul de propunere al CIPM, care era o vastă revizuire și simplificare a definițiilor, simbolurilor și terminologiei unităților metrice, pe baza sistemului de unități MKS, a fost prezentat la a 10-a CGPM în 1954. În conformitate cu propunerile lui Giorgi din 1901, CIPM a recomandat și ea ca amperul să fie unitatea de bază din care vor deriva unitățile electromecanice. S-a renunțat la definițiile pentru ohm și pentru ohm utilizate până atunci, iar aceste unități au devenit unități derivate bazate pe metru, amper, secundă și kilogram. După negocieri cu Comisia Internațională de Iluminat⁠(d) (CIE) și IUPAP, au mai fost propuse ca unități de bază și alte două unități, gradul kelvin și candela. Sistemul complet și denumirea de „Système International d'Unités” au fost adoptate la cea de-a 11-a CGPM din octombrie 1960. În anii care au urmat, definițiile unităților de bază și, în special, metodele de aplicare a acestor definiții au fost rafinate.
Definiția formală a Sistemului Internațional de Unități (SI), împreună cu rezoluțiile asociate adoptate de CGPM și CIPM sunt publicate de BIPM sub formă de broșură la intervale regulate. Cea de-a opta ediție a broșurii Le Système International d'Unités—Sistemul Internațional de Unități a fost publicată în 2006 și este disponibilă pe Internet.
În octombrie 2011, la a 24-a CGPM s-au făcut propuneri pentru a schimba definițiile a patru unități de bază. Aceste modificări nu ar trebui să afecteze publicul larg.

## Relaționarea SI cu lumea reală
Deși SI, așa cum a fost publicat de CGPM, ar trebui, în teorie, să îndeplinească toate cerințele din comerț, știință și tehnologie, anumite unități de măsură au dobândit o atare poziție în cadrul comunității mondiale că este foarte probabil că vor mai fi folosite de mulți ani de acum înainte. Pentru că astfel de unități sunt utilizate în mod constant în toată lumea, CGPM a catalogat astfel de unități în Tabelele de la 6 la 9 din broșura SI. Aceste categorii sunt:
- Unități non-SI acceptate pentru utilizare împreună cu Sistemul Internațional de Unități (Tabelul 6). Această listă include ora și minutul, măsurile unghiurilor (grade, minute și secunde) și unități metrice istorice [necoerente], litrul, tona și hectarul (inițial convenite de CGPM în 1879)
- Unități non-SI ale căror valori în unități SI trebuie să fie obținute experimental (Tabelul 7). Această listă include diverse unități de măsură utilizate în fizica atomică și nucleară și în astronomie, cum ar fi daltonul, masa electronului, electron-voltul, unitatea astronomică, masă solară, și mai multe alte unități de măsură, care sunt bine stabilite, dar depind experimental de cantități fizice determinate.
- Alte unități non-SI (Tabelul 8). Această listă a cataloghează o serie de unități de măsură care au fost folosite la nivel internațional în anumite sfere bine definite, inclusiv barul pentru presiune, ångströmul pentru distanțe în fizica atomica, mila marină și nodul în navigație.
- Unități non-SI asociate cu sistemul de unități CGS și CGS-Gaussian (Tabelul 9). Acest tabel cataloghează o serie de unități de măsură bazate pe sistemul CGS și datând din secolul al XIX-lea. Ele apar frecvent în literatura de specialitate, dar continuarea utilizării lor este descurajată de CGPM.

## Utilizarea în lume

Țările după data metrificării. Culorile de la roșu la verde arată modelul metrificării din 1795 până în 1998. Negrul identifică țările care nu au adoptat sistemul metric ca principal sistem de măsurare. Alb identifică țările care deja foloseau sistemul metric la momentul în care au apărut pe harta politică a lumii.

Utilizarea sistemului metric este variată de la țară la țară. Potrivit CIA Factbook (2007), Sistemul Internațional de Unități a fost adoptat ca sistem oficial de măsuri și greutăți de toate țările din lume, cu excepția Myanmarului (Birmania), Liberiei și Statelor Unite ale Americii, în timp ce NIST a identificat Statele Unite ca singura țară industrializată în care sistemul metric nu este sistem de unități predominant. Cu toate acestea, rapoartele publicate începând cu anul 2007 afirmă că acest lucru nu mai este valabil pentru Myanmar și Liberia. Un raport al Agence France-Presse din 2010 a declarat că Sierra Leone a adoptat o lege care a înlocuit sistemul imperial⁠(d) cu sistemul metric, aliniind astfel sistemul de măsurare cu cel utilizat de către vecinii săi din Uniunea Râului Mano⁠(d) (MRU), Guineea și Liberia. Rapoartele despre Myanmar sugerează că țara este, de asemenea, în curs de a adopta sistemul metric.
În Statele Unite ale Americii, unități metrice, autorizate de Congres în 1866, sunt utilizate pe scară largă în știință, medicină, armată, și, parțial, în industrie, dar unitățile cutumiare⁠(d) predomină în uzul casnic. La magazinele de vânzare cu amănuntul, litru este frecvent utilizat ca unitate de volum, mai ales pe sticlele de băuturi, iar miligramul este folosit pentru a măsura cantitățile de medicamente, dar nu și, de exemplu, pentru cereale. Pe de altă parte, unitățile non-metrice sunt folosite în anumite medii reglementate, cum ar fi mila marină și nodul în aviația internațională. Rezistența la metrificare, în special în Regatul Unit și SUA, a fost legată de percepția costurilor implicate, de un sentiment de patriotism și de lipsa de dorință de a se conforma cu practica internațională.
În țările din Commonwealthul Națiunilor, sistemul metric a înlocuit sistemul imperial⁠(d) în grade diferite: Australia⁠(d), Noua Zeelandă⁠(d) și țările Commonwealth-ului din Africa sunt aproape în totalitate metrice, India este în cea mai mare parte metrică⁠(d) în timp ce Canada este doar parțial metrică⁠(d). În Regatul Unit, sistemul metric⁠(d), a cărui utilizare a fost autorizată pentru prima dată pentru comerț în 1864, este utilizat mai mult în treburile guvernamentale, în cele mai multe industrii, inclusiv cea de construcții, de sănătate și de inginerie și la stabilirea prețurilor pe măsură sau pe greutate în cele mai multe situații de tranzacționare, atât cu ridicata cât și cu amănuntul. Cu toate acestea, sistemul imperial rămâne utilizat pe scară largă de către publicul britanic, cum ar fi picioarele și țolii (inci) ca măsură a înălțimii, greutatea în pietre și livre, și este obligatoriu din punct de vedere legal în unele cazuri, cum ar fi distanțele specificate pe indicatoarele rutiere, care trebuie să fie date în mile și yarzi. În 2007, Comisia Europeană a anunțat că va renunța la cerința de etichetare exclusiv în sistem metric a produselor ambalate în Regatul Unit, și să a permite etichetarea duală metrică–imperială pe termen nelimitat.
Unele alte jurisdicții, cum ar fi Hong Kong, au legi care impun sau permit ca alte sisteme de măsurare să funcționeze în paralel cu sistemul metric în unele sau în toate contextele.

### Variante de ortografie
Simbolurile SI pentru unități metrice sunt destinate a fi identice, indiferent de limba utilizată dar numele de unități sunt substantive comune și folosesc setul de caractere și respectă regulile gramaticale ale limbii în cauză. De exemplu, simbolul unității SI kilometru este "km" peste tot în lume, chiar dacă în limba locală cuvântul pentru numele unității poate varia. Printre variantele în limbi diferite ale numelui acestei unități se numără: chilometro (italiană), Kilometer (germană), kilometer (neerlandeză), kilomètre (franceză), χιλιόμετρο (greacă), quilómetro/quilômetro (portugheză), kilómetro (spaniolă) și километр (rusă).
Se observă variații și la ortografia numelor de unități chiar între țările care folosesc aceeași limbă, cum ar fi cele între ortografia din engleza americană și cea din engleza britanică. De exemplu, în Statele Unite se scrie meter și liter, dar metre și litre în alte țări anglofone. În plus, ortografia americană oficială a rar folositului prefix SI pentru zece este deka. În engleza americană este utilizat termenul metric ton (tonă), pe când în alte variante de engleză se scrie tonne. Gram se scrie, de asemenea, uneori gramme în țările vorbitoare de limba engleză cu excepția Statelor Unite ale Americii, deși această ortografie mai arhaică este în curs de dispariție.

### Incidente legate de conversie și de calcule
Dubla utilizare sau confuzia între unitățile metrice și non-metrice a dus la o serie de incidente grave. Printre acestea:
- Zboarul unui avion American International Airways supraîncărcat de la Miami, Florida către Maiquetía⁠(d), Venezuela, la 26 mai 1994. Gradul de supraîncărcare a fost în concordanță cu presupunerea că echipajul de la sol ar fi citit instrucțiunile de încărcare exprimate în kilograme ca fiind în livre.[91]
- În 1999, Institute for Safe Medication Practices a raportat că confuzia între grain și gram a făcut ca un pacient să fie tratat cu fenobarbital 0.5 grame în loc de 0,5 grain (adică 0,03 grame) după ce farmacistul a interpretat greșit baza de prescripție medicală.[92]
- Accidentul „planorului Gimli” din Canada din 1983, când un avion Boeing 767 a rămas fără combustibil în timpul zborului din cauza a două greșeli făcute atunci când s-a calculat alimentarea cu combustibil a primului model de avion al Air Canada care a utilizat măsurători metrice: mecanicii au calculat greșit cantitatea de combustibil necesar aeronavei, ca urmare a nefamiliarizării lor cu unitățile metrice.[93]
- Cauza principala a pierderii în 1999 a orbiterului Mars Climate Orbiter⁠(d) al NASA, în valoare de 125 de milioane de dolari, a fost o nepotrivire de unități – inginerii spațiali au calculat forțele de tracțiune necesare pentru modificarea vitezei folosind unitățile cutumiare americane (lbf·s) în timp ce echipa care a construit motoarele se aștepta la o valoare în unități metrice (N·s) așa cum se convenise în caietul de sarcini.[94][95]

## Conversia între SI și unitățile vechi
În evoluția sa, sistemul metric a adoptat mai multe unități de măsură. Introducerea SI a raționalizat atât modul în care au fost definite unitățile de măsură, cât și lista de unități în uz. Acestea sunt acum catalogate în broșura oficială SI. Tabelul de mai jos enumeră unitățile de măsură din acest catalog și prezintă factorii de conversie care le leagă pe acestea de unitățile echivalente care au fost în uz înaintea adoptării SI.
| Cantitate                      | Dimensiune | Unitate și simbol SI         | Unitate și simbol vechi                          | Factor de conversie           |
| ------------------------------ | ---------- | ---------------------------- | ------------------------------------------------ | ----------------------------- |
| Timp                           | T          | secundă (s)                  | secundă (s)                                      | 1                             |
| Lungime                        | L          | metru (m)                    | centimetru (cm) ångström (Å)                     | 0,01 10−10                    |
| Masă                           | M          | kilogram (kg)                | gram (g)                                         | 0.001                         |
| Curent electric                | I          | amper (A)                    | amper internațional abampere sau biot statampere | 1,000 022 10.0 3,335641×10−10 |
| Temperatură                    | Θ          | kelvin (K) grad Celsius (°C) | centigrad (°C)                                   | [K] = [°C] + 273.15 1         |
| Luminous intensity             | J          | candelă (cd)                 | candelă internațională                           | 0.982                         |
| Amount of substance            | N          | mol (mol)                    | niciuna                                          | n/a                           |
| Arie                           | L2         | metru pătrat (m2)            | ar (ar)                                          | 100                           |
| Accelerație                    | LT−2       | (m·s−2)                      | gal (gal)                                        | 10−2                          |
| Frecvență                      | T−1        | hertz (Hz)                   | cicluri pe secundă                               | 1                             |
| Energie                        | L2MT−2     | joule (J)                    | erg (erg)                                        | 10−7                          |
| Putere                         | L2MT−3     | watt (W)                     | (erg/s) cal-putere (HP) Pferdestärke (PS)        | 10−7 745.7 735.5              |
| Forță                          | LMT−2      | newton (N)                   | dină (dyn) stenă (sn) kilogram-forță⁠(d) (kp)     | 10−5 103                      |
| Presiune                       | L−1MT−2    | pascal (Pa)                  | barye⁠(d) (Ba) piez⁠(d) (pz) atmosferă (at)        | 0.1 103                       |
| Sarcină electrică              | IT         | coulomb (C)                  | abcoulomb⁠(d) statcoulomb⁠(d) sau franklin         | 10                            |
| Diferență de potențial         | L2MT−3I−1  | volt (V)                     | volt internațional abvolt⁠(d) statvolt⁠(d)         | 10−8                          |
| Capacitate                     | L−2M−1T4I2 | farad (F)                    | abfarad statfarad                                | 109                           |
| Inductanță                     | L2MT−2I−2  | henry (H)                    | abhenry⁠(d) stathenry                             | 10−9                          |
| Impedanță electrică            | L2MT−3I−2  | ohm (Ω)                      | ohm internațional abohm⁠(d) statohm               | 10−9                          |
| Conductanță electrică          | L−2M−1T3I2 | siemens (S)                  | mho internațional (℧) abmho⁠(d) statmho⁠(d)        | 109                           |
| Flux magnetic                  | L2MT−2I−1  | weber (Wb)                   | maxwell⁠(d) (Mx)                                  | 10−8                          |
| Densitate de flux magnetic     | MT−2I−1    | tesla (T)                    | gauss⁠(d) (G)                                     | 10−4                          |
| Intensitatea câmpului magnetic | IL−1       | (A/m)                        | oersted⁠(d) (Oe)                                  | 103⁄4π =                      |
| Viscozitate dinamică           | ML−1T−1    | (Pa·s)                       | poise⁠(d) (P)                                     | 0.1                           |
| Viscozitate cinematică         | L2T−1      | (m2·s−1)                     | stokes (St)                                      | 10−4                          |
| Flux luminos                   | J          | lumen (lm)                   | stilb⁠(d) (sb)                                    | 104                           |
| Illuminare luminoasă⁠(d)        | JL−2       | lux (lx)                     | phot⁠(d) (ph)                                     | 104                           |
| radioactivitate                | T−1        | becquerel (Bq)               | curie (Ci)                                       |                               |
| Doză de radiație absorbită⁠(d)  | L2T−2      | gray (Gy)                    | roentgen (R) rad⁠(d) (rad)                        | ≈0.01 0.01                    |
| Echivalent de doză de radiație | L2T−2      | sievert                      | roentgen echivalent om⁠(d) (rem)                  | 0.01                          |
| Activitate catalitică          | NT−1       | Katal (kat)                  | niciuna                                          | n/a                           |

Broșură SI cataloaghează și anumite unități non-SI care sunt utilizate pe scară largă împreună cu SI în chestiuni legate de viața de zi cu zi sau unități care sunt exact definite în termeni de unități SI și sunt utilizate în anumite condiții pentru a satisface nevoile comerciale, juridice, sau interese științifice specializate. Între aceste unități se numără:
| Cantitatea | Dimensiunea | Unitatea și simbolul           | Echivalența                              |
| ---------- | ----------- | ------------------------------ | ---------------------------------------- |
| Masă       | M           | tonă (t)                       |                                          |
| Arie       | Am2         | hectar (ha)                    | 0.01 m2 104 m2                           |
| Volum      | Am3         | litru (L sau l)                | 0.001 m3                                 |
| Timp       | T           | minut (min) oră (h) zi (d)     | 60 s 3600 s 86.400 s                     |
| Presiune   | L-1MT-2     | bar                            | 100 kPa                                  |
| Unghi plan | niciuna     | grad (°) minut (ʹ) secundă (") | (π⁄180) rad (π⁄10800) rad (π⁄648000) rad |

## Evoluțiile viitoare

Relațiile dintre definițiile propuse pentru unitățile SI (în culori) și șapte constante fundamentale ale naturii (în gri) cu valori numerice fixe în sistemul propus.

După ce metrul a fost redefinit în 1960, kilogramul a rămas singura unitate de bază SI care se mai bazează pe un artifact specific. După recalibrările 1996-1998, s-a observat o clară divergență între diferitele prototipuri internaționale și naționale ale kilogramului.
La a 23-a CGPM (2007), CIPM a fost mandatată să investigheze utilizarea constantelor naturale ca bază pentru toate unitățile de măsură, în locul artifactelor care erau până atunci în uz. La o reuniune a CCU ținută la în Reading, Regatul Unit, în septembrie 2010, s-a căzut de acord în principiu asupra unei rezoluții și asupra unui proiect de modificări ale broșurii SI care urmau a fi prezentate la următoarea ședință de CIPM din octombrie 2010. CCU propus ca:
- în plus față de viteza luminii, să se definească patru constante ale naturii—constanta lui Planck, sarcina elementară, constanta Boltzmann și constanta lui Avogadro – cu valori exacte
- retragerea prototipului internațional al kilogramului
- revizuirea definițiilor actuale ale kilogramului, amperului, kelvinului și molului pentru a utiliza cele patru constante ale naturii sus-menționate
- restrângerea formulărilor definițiilor tuturor unităților de bază

Reuniunea CIPM din octombrie 2010 a constatat că „condițiile stabilite de către Conferința Generală la a 23-a reuniune nu au fost încă pe deplin îndeplinite. Din acest motiv, CIPM nu propune o revizuire a SI la această dată”. CIPM a susținut însă o rezoluție la a 24-a CGPM în care s-a convenit în principiu asupra modificărilor, și urmau să fie finalizate la a 25-a CGPM în 2014.